# Nils "Tidan" Johansson
Nils Erik Roland "Tidan" Johansson, född 14 december 1934 i Tidan, död 25 mars 2025, var en svensk fotbollsspelare. Han spelade 410 A-lagsmatcher under tolv säsonger för IFK Göteborgs A-lag, varav 218 matcher i Allsvenskan. Han spelade sju A-landskamper och tre B-landskamper under åren 1959–1966.
Johansson var med när IFK Göteborg tog SM-guld säsongen 1957/1958. År 1963 tilldelades han Göteborgs-Tidningens pris Kristallkulan.
Vid sidan om fotbollen blev Johansson svensk juniormästare i handboll med Skövde AIK 1951.
Han är far till fotbollsspelaren och tränaren Magnus "Lill-Tidan" Johansson och musikern Håkan Glänte.

## Klubbar som spelare
- Tidans IF (–1955)
- IFK Göteborg (1955–1967)
- Alingsås IF

## Tränaruppdrag
- Holmalunds IF
- Stora Mellby SK
- Alingsås IF
- Vårgårda IK (1991–1995)